# Суружон, Султана
Султана Суружон (12 мая 1904 или 12 мая 1900, Нови-Пазар, Княжество Болгария — 18 января 1961, Бат-Ям, Израиль) — болгарская художница-модернистка, известная своими портретами.
Суружон родилась 12 мая 1900 года в городе Нови-Пазар в еврейской семье. Её брат Леон Суружон, который был на 13 лет моложе Султаны, стал известным скрипачом. 
Суружон училась в Национальной академии художеств в Софии с 1921 по 1927 год у Цено Тодорова (живопись) и Харалампи Тачева (дизайн). После окончания университета она активно участвовала в феминистских движениях. В 1938 году Суружон отправилась на год в Париж. Там она погрузилась в местную художественную жизнь и приняла участие в выставке в Большом дворце с тремя картинами, изображающими обнажённую натуру. Впоследствии она вернулась в Болгарию.
В 1953 году Суружон репатриировалась из Болгарии в Израиль и с тех пор начала участвовать в выставках на международном уровне. В 1961 году она погибла в автокатастрофе в Бат-Яме, Израиль.
Её картины выставлены в ведущих болгарских художественных музеях, в том числе в Национальной художественной галерее в Софии и Городской художественной галерее Пловдива.